# Apeadeiro de Senhor dos Aflitos
O Apeadeiro de Senhor dos Aflitos foi uma gare do Ramal de Mora, que servia a Capela do Senhor Jesus dos Aflitos, no Município de Évora, em Portugal.

## História
Este apeadeiro encontrava-se no troço do Ramal de Mora entre Évora e Arraiolos, que foi inaugurado em 21 de Abril de 1907.